# Tape Deck Heart
Tape Deck Heart è il quinto album in studio del cantautore inglese Frank Turner, pubblicato nel 2013.

## Tracce
1. Recovery – 3:28
2. Losing Days – 3:32
3. The Way I Tend to Be – 3:41
4. Plain Sailing Weather – 4:01
5. Good & Gone – 3:50
6. Tell Tale Signs – 4:12
7. Four Simple Words – 4:56
8. Polaroid Picture – 3:43
9. The Fisher King Blues – 5:00
10. Anymore – 3:09
11. Oh Brother (Turner, Nasir) – 4:18
12. Broken Piano – 5:30

Tracce Bonus - Edizione Deluxe
1. We Shall Not Overcome – 3:52
2. Wherefore Art Thou Gene Simmons? – 3:35
3. Tattoos – 2:39
4. Undeveloped Film – 4:17
5. Time Machine – 3:20
6. Cowboy Chords – 3:21